# Dratsang
 (décembre 2016).
Si vous disposez d'ouvrages ou d'articles de référence ou si vous connaissez des sites web de qualité traitant du thème abordé ici, merci de compléter l'article en donnant les références utiles à sa vérifiabilité et en les liant à la section « Notes et références ».
Un dratsang (tibétain : གྲ་ཚང, Wylie : gra tshang, THL : dratsang ; translittération en mongol : ᠳᠠᠴᠠᠩ, VPMC : dachang, cyrillique : дацан, MNS : datsan, ; translittération en chinois : 扎仓 ; pinyin : zācāng ; zhuyin : ㄗㄚ ㄘㄤ) est un collège monastique, en Chine (principalement Tibet et Mongolie-Intérieure), Mongolie, et quelques sujets de fédération de Russie.

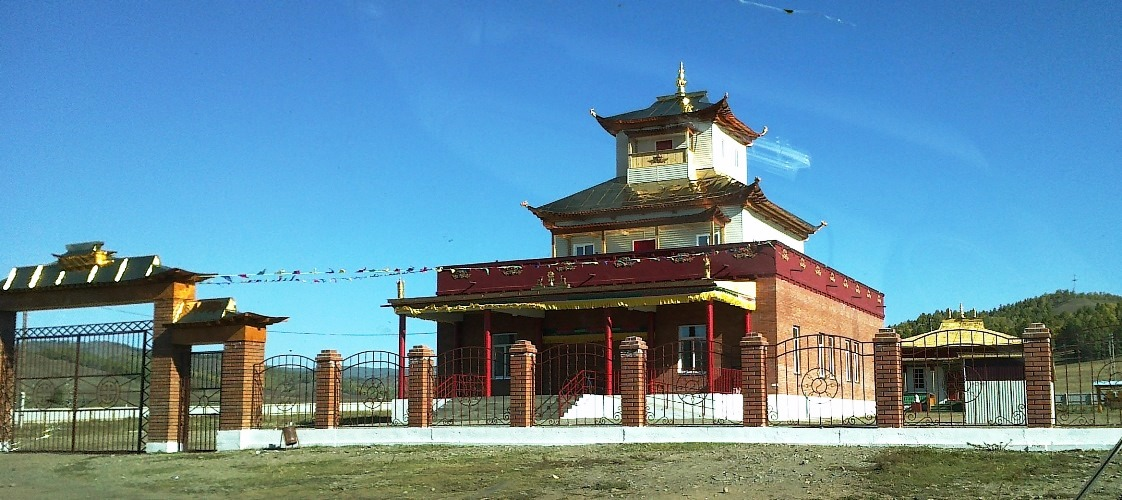
Temple bouddhiste en Bouriatie, Russie

## Quelques dratsang
- Menpa dratsang (tibétain : སྨན་པ་གྲ་ཚང, Wylie : sman pa gra tshang, THL : menpa ་dratsang ; translittération en chinois : 门巴扎仓, ménbāzācāng ou 曼巴扎仓, mànbāzācāng), ou encore Chakpori Zhopanling, au sommet de la colline Chakpori à Lhassa, intégré en 1959 à ce qui est depuis 1980 l'institut de médecine tibétaine de la région autonome du Tibet
- Gyüpa dratsang (zh) （tibétain : རྒྱུད་པ་གྲ་ཚང, Wylie : rgyud pa gra tshang, THL : gyüpa dra tsang ; translittération en chinois : 居巴扎仓, jūbāzācāng ou 举巴扎仓, jǔbāzācāng）.
- Dagpo Datsang